# Deux Flics à abattre
Pour plus de détails, voir Fiche technique et Distribution.
Deux Flics à abattre (Uomini si nasce poliziotti si muore) est un poliziottesco italien réalisé par Ruggero Deodato et sorti en 1976. Il est resté inédit dans les pays francophones,.
C'est le seul poliziottesco de Ruggero Deodato, connu comme le père du cannibal movie après le succès de Cannibal Holocaust qu'il tournera quatre ans plus tard. Le cinéaste ne déroge pas à sa réputation en signant un film policier qui est considéré comme l'un des néo-polars les plus violents et des plus controversés du cinéma italien. Lors de sa sortie italienne, le film est interdit aux moins de 18 ans et amputé de plusieurs scènes jugées insoutenables.
Le film a fait salle comble auprès du public italien, à tel point que la rumeur d'une suite a longtemps couru, mais elle n'a jamais été mise en œuvre pour diverses raisons.

## Synopsis
Antonio et Alfredo sont membres d'une unité spéciale motorisée de la police et travaillent incognito. Protégés par leur hiérarchie, ils peuvent se permettre de liquider des suspects au lieu de se donner la peine de les arrêter. Lorsque leur collègue Guido, qui était sur les traces du célèbre mafioso Pasquini, est assassiné en pleine rue, Aurelio et Alfredo décident de défier les hommes de Pasquini. Alors que ces derniers organisent une fête, Aurelio et Alfredo mettent le feu à leur voiture pour les obliger à les prendre en chasse. Aurelio et Alfredo peuvent alors les tuer en « état de légitime défense ». Mais bientôt, les deux compères remarquent bientôt que certains hommes de main de Pasquini travaillent également pour la police...

## Fiche technique
- Titre français : Deux Flics à abattre[5],[6]
- Titre original italien : Uomini si nasce poliziotti si muore[7]
- Réalisation : Ruggero Deodato
- Scénario : Fernando Di Leo, Alberto Marras, Vincenzo Salviani
- Photographie : Guglielmo Mancori
- Montage : Gianfranco Simoncelli
- Musique : Ubaldo Continiello
- Assistant à la réalisation : Roberto Pariante
- Effets spéciaux : Rémy Julienne
- Décors : Franco Bottari
- Production : Alberto Marras, Vincenzo Salviani
- Sociétés de production : Centro Produzioni Cinematografiche Città di Milano, T.D.L. Cinematografica
- Pays de production :  Italie
- Langue de tournage : italien
- Format : Couleur - 1,85:1 - Son mono - 35 mm
- Durée : 100 minutes (1h40)
- Genre : Poliziottesco
- Dates de sortie :
  - Italie : 11 mars 1976
  - France : 22 août 2023 (sortie vidéo)[5],[6]
- Classification :
  - Italie : Interdit aux moins de 18 ans[7]

## Distribution
- Marc Porel : Antonio
- Ray Lovelock : Alfredo
- Silvia Dionisio : Sonia
- Renato Salvatori : Roberto Pasquini dit « Bibi »
- Adolfo Celi : Le chef de la section spéciale de la police
- Franco Citti : Ruggero Ruggerini, dit « Le Chien »
- Alvaro Vitali : Le concierge chez Pasquini
- Marino Masè : Rick Conti
- Sergio Ammirata (it) : Le Sergent
- Bruno Corazzari : Proietti
- Daniele Dublino (it) : Le policier corrompu
- Sofia Dionisio (it) : Lina Pasquini
- Margherita Horowitz : Mona

## Production

### Genèse et développement
Le film est scénarisé par Fernando Di Leo, un réalisateur connu pour ses films noir inspirés par Melville, notamment sa trilogie du Milieu. Son scénario original comprenait des allusions homosexuelles évidentes entre les protagonistes Antonio et Alfredo, allusions que Deodato a gommées en préférant les présenter comme des play-boys.
La mise en scène est confiée à Ruggero Deodato après le succès de son giallo Ondata di piacere, réalisé en 1975. Les deux cinéastes se sont rencontrés une seule fois, quand Di Leo a fait lire le scénario à Deodato. Ce dernier a affirmé plus tard que Di Leo a été très satisfait de la réalisation de Deodato.

### Choix des interprètes
Pour le rôle de l'un des protagonistes, on a contacté l'acteur Al Cliver, qui avait joué dans Ondata di piacere. Mais l'acteur a refusé après avoir lu le scénario, qu'il jugeait trop cru et violent.
Ray Lovelock est finalement choisi pour jouer Alfredo. Lovelock interprète par ailleurs deux chansons incluses dans la bande originale : Won't Take Too Long et Maggie. Pour incarner Antonio, il est fait appel au Français Marc Porel, qui s'était déjà distingué dans des films de genre italiens, tels que La Longue Nuit de l'exorcisme (Non si sevizia un paperino) de Lucio Fulci.
Le rôle du chef de la police a été confié à Adolfo Celi, dont le capital sympathie auprès du public italien pouvait contribuer à équilibrer l'ultra-violence du film.
Le rôle de Sonia a été dévolu à Silvia Dionisio, l'épouse de Deodato à l'époque. La sœur de Dionisio, Sofia, apparaît également dans le film, jouant la sœur de Pasquini qui est séduite par les deux policiers.

### Tournage
La longue poursuite initiale à moto dans les rues de Rome débute dans la Via del Corso, se poursuit par la Piazza del Popolo et se termine à la Villa Borghèse : c'était la dernière scène tourné par Deodato. La course-poursuite a été tournée de manière « sauvage » sans que la production en ait préalablement demandé l'autorisation auprès de la police et de la municipalité de Rome.

## Accueil
Les neuf minutes de scènes censurées (11 minutes en Allemagne) incluent celle où le mafioso Pasquini (Renato Salvatori) ordonne à ses hommes d'énucléer le voyou Proietti (Bruno Corazzari) et puis écrase le globe oculaire sous leurs pieds.
Le film a rencontré un vif succès auprès du public, totalisant à l'époque 741 142 540 lires.
Deodato s'est toutefois plaint que le film ait pâti de la concurrence de Flics en jeans (Squadra antiscippo), réalisé par Bruno Corbucci et mettant en scène Tomás Milián dans le rôle du commissaire Nico Giraldi, qui a été un carton du box-office italien cette saison-là.
C'est grâce au succès de ce film que Deodato s'est vu confier la réalisation du Dernier Monde cannibale, son premier cannibal movie.
Quentin Tarantino a déclaré que Uomini si nasce poliziotti si muore a « l'un des meilleurs titres de tous les temps » et que « le film est à la hauteur de son titre ».